# Beatriz Saavedra
Beatriz Saavedra Fuentes (1933-Ciudad de México, 20 de junio de 2005) fue una actriz mexicana. 
Entre sus trabajos más destacados se encuentra su participación en películas como Monte de piedad (1951), Tres hombres en mi vida (1952), Tío de mi vida (1952), Sucedió en Acapulco (1953), La ladrona (1954), La mujer X (1955), Abajo el telón (1955), La doncella de piedra (1956), y La culta dama (1957). 

## Muerte
El 20 de junio de 2005, Saavedra falleció en Ciudad de México a los 72 años de edad, a causa de una insuficiencia cardiaca, una enfermedad pulmonar obstructiva crónica, e hipertensión arterial sistemática. Su cuerpo fue cremado; el paradero de sus cenizas es deconocido.

## Filmografía
- El seminarista (1949)
- Confidencias de un ruletero (1949)
- Un grito en la noche (1950)
- Pasión jarocha (1950)
- Curvas peligrosas (1950)
- El grito de la carne (1951)
- Una gringuita en México (1951)
- La hija de la otra (1951)
- Monte de piedad (1951)[2]
- A.T.M. A toda máquina! (1951)
- La miel se fue de la luna (1952)
- Tres hombres en mi vida (1952)[3]
- Enséñame a besar (1952)
- La loca (1952)
- Te sigo esperando (1952)
- Un gallo en corral ajeno (1952)
- Tío de mi vida (1952)[4]
- La alegre casada (1952)
- Se le pasó la mano (1952)
- Cuando levanta la niebla (1952)
- El plebeyo (1953)
- Misericordia (1953)
- La bestia magnífica (1953)
- Sucedió en Acapulco (1953)[5]
- Sueños de gloria (1953)
- La ladrona (1954)[6]
- La duda (1954)
- Se solicitan modelos (1954)
- Chucho el Roto (1954)
- Dios nos manda vivir (1954)
- La mujer X (1955)[7]
- Estafa de amor (1955)
- Yo no creo en los hombres (1955)
- Abajo el telón (1955)[8][9]
- La doncella de piedra (1956)[10]
- ¡Que seas feliz! (1956)
- La culta dama (1957)